# ZZ Возничего
ZZ Возничего (лат. ZZ Aurigae) — двойная затменная переменная звезда типа Беты Лиры (EB) в созвездии Возничего на расстоянии приблизительно 1280 световых лет (около 392 парсеков) от Солнца. Видимая звёздная величина звезды — от +11,69m до +10,75m. Орбитальный период — около 0,6012 суток (14,429 часов).

## Характеристики
Первый компонент — белая звезда спектрального класса A7 или A5V. Радиус — около 1,85 солнечного, светимость — около 4,519 солнечных. Эффективная температура — около 6192 К.
Второй компонент — жёлтый карлик спектрального класса G0V.